# باشگاه فوتسال علم و ادب مشهد
باشگاه فرهنگی ورزشی علم و ادب مشهد نام یکی از باشگاه‌های فوتسال در کشور ایران است. این تیم سال‌ها در لیگ برتر مسابقات فوتسال که بالاترین سطح فوتسال در ایران است، حاضر بود.

## تاریخچه
باشگاه فوتسال علم و ادب در سال ۱۳۷۶ به عنوان یکی از معدود باشگاه‌های تماماً خصوصی در ایران شروع به کار کرد. پس از کسب ده‌ها عنوان قهرمانی و چند جام اخلاق محلی و منطقه‌ای، این باشگاه به لیگ دسته یک فوتسال ایران وارد شد. با کسب مقام قهرمانی، این تیم به لیگ برتر فوتسال باشگاه‌های ایران صعود کرد.
این تیم در سال‌های ۸۹٬۸۷٬۸۶ و اوایل سال ۹۰ تحت حمایت مالی باشگاه فرهنگی ورزشی سایپا، به شرط اسپانسری، با نام علم و ادب سایپا فعالیت می‌کرد.

تیم فوتسال علم و ادب، در اواسط سال ۱۳۹۰، به صورت موقت به باشگاه فرش آرا اجاره داده شد.

## فصل به فصل
جدول پایین سوابق تیم فوتسال علم و ادب مشهد را در مسابقات مختلف را نشان می‌دهد.
| فصل              | لیگ                        | لیگ                   | لیگ                                           | لیگ                            | لیگ                            | لیگ                            | لیگ                            | لیگ                            | لیگ                            | لیگ              | آقای گل لیگ | آقای گل لیگ | مربی                                       |
| فصل              | colsp n=2\|چهارچوب رقابت‌ها | بازی                  | برد                                           | مساوی                          | باخت                           | گل زده                         | گل خورده                       | امتیاز                         | رتبه                           | نام              | تعداد گل    |             | مربی                                       |
| ---------------- | -------------------------- | --------------------- | --------------------------------------------- | ------------------------------ | ------------------------------ | ------------------------------ | ------------------------------ | ------------------------------ | ------------------------------ | ---------------- | ----------- | ----------- | ------------------------------------------ |
| ۲۰۰۳–۰۴          | منطقه‌ای                    |                       |                                               |                                |                                |                                |                                |                                |                                | قهرمان           |             |             |                                            |
| ۲۰۰۳–۰۴          | منطقه‌ای                    |                       |                                               |                                |                                |                                |                                | قهرمان                         |                                |                  |             |             |                                            |
| ۲۰۰۳–۰۴          | منطقه‌ای                    | فینال                 | علوم پزشکی قم؟ -؟ علم و ادب                   | علوم پزشکی قم؟ -؟ علم و ادب    | علوم پزشکی قم؟ -؟ علم و ادب    | علوم پزشکی قم؟ -؟ علم و ادب    | علوم پزشکی قم؟ -؟ علم و ادب    | علوم پزشکی قم؟ -؟ علم و ادب    | علوم پزشکی قم؟ -؟ علم و ادب    | نایب قهرمان      |             |             |                                            |
| ۲۰۰۴–۰۵          | لیگ دسته ۱                 | مرحله گروهی           |                                               |                                |                                |                                |                                |                                |                                | قهرمان           |             |             | صادق ورمزیار                               |
| ۲۰۰۴–۰۵          | لیگ دسته ۱                 | پلی آف                | علم و ادب ۶–۳ کشت و صنعت نیشکر                | علم و ادب ۶–۳ کشت و صنعت نیشکر | علم و ادب ۶–۳ کشت و صنعت نیشکر | علم و ادب ۶–۳ کشت و صنعت نیشکر | علم و ادب ۶–۳ کشت و صنعت نیشکر | علم و ادب ۶–۳ کشت و صنعت نیشکر | علم و ادب ۶–۳ کشت و صنعت نیشکر | صعود به لیگ برتر | حسین شمس    |             |                                            |
| ۲۰۰۴–۰۵          | لیگ دسته ۱                 | فینال                 | علم و ادب ۱۲–۲ فجر قائم گلوگاه                | علم و ادب ۱۲–۲ فجر قائم گلوگاه | علم و ادب ۱۲–۲ فجر قائم گلوگاه | علم و ادب ۱۲–۲ فجر قائم گلوگاه | علم و ادب ۱۲–۲ فجر قائم گلوگاه | علم و ادب ۱۲–۲ فجر قائم گلوگاه | علم و ادب ۱۲–۲ فجر قائم گلوگاه | قهرمان           | حسین شمس    |             |                                            |
| ۲۰۰۵–۰۶          | لیگ برتر فوتسال ایران      | لیگ برتر فوتسال ایران | ۲۶                                            | ۱۳                             | ۵                              | ۸                              | ۹۵                             | ۷۱                             | ۴۴                             | پنجم             |             |             | حسین شمس                                   |
| ۲۰۰۷–۰۸          | لیگ برتر فوتسال ایران      | لیگ برتر فوتسال ایران | ۲۵                                            | ۱۱                             | ۶                              | ۸                              | ۷۷                             | ۶۵                             | ۳۹                             | پنجم             |             |             | علیرضا افضل                                |
| ۲۰۰۸–۰۹          | لیگ برتر فوتسال ایران      | لیگ برتر فوتسال ایران | ۲۲                                            | ۵                              | ۸                              | ۹                              | ۵۰                             | ۶۷                             | ۲۳                             | نهم۱             |             |             | علیرضا پازوکی / امیر عدالتخواه / حمید بی‌غم |
| ۲۰۰۹–۱۰          | لیگ برتر فوتسال ایران      | لیگ برتر فوتسال ایران | ۲۶                                            | ۱۰                             | ۷                              | ۹                              | ۷۷                             | ۷۷                             | ۳۷                             | هفتم             | مهدی جاوید  | ۱۷          | حمید شاندیزی مقدم                          |
| ۲۰۱۰–۱۱          | لیگ برتر فوتسال ایران      | لیگ برتر فوتسال ایران | ۲۳                                            | ۱۰                             | ۳                              | ۱۰                             | ۵۹                             | ۵۸                             | ۳۳                             | هفتم             |             |             | حمید شاندیزی مقدم                          |
| ۲۰۱۱–۱۲          | لیگ برتر فوتسال ایران      | لیگ برتر فوتسال ایران | ۱۳                                            | ۴                              | ۲                              | ۷                              | ۲۵                             | ۳۴                             | ۱۴                             | نهم*             |             |             | حمید شاندیزی مقدم                          |
| ۲۰۱۱–۱۲          | لیگ برتر فوتسال ایران      | لیگ برتر فوتسال ایران | به صورت موقت، به باشگاه فرش‌آرا اجاره داده شد. |                                |                                |                                |                                |                                |                                |                  |             |             | حمید شاندیزی مقدم                          |
| مجموع (لیگ برتر) | مجموع (لیگ برتر)           | مجموع (لیگ برتر)      | ۱۳۵                                           | ۵۳                             | ۳۱                             | ۵۱                             | ۳۸۵                            | ۳۷۵                            | ۱۹۰                            |                  |             |             |                                            |

## یادداشت
* عنوان غیررسمی (میانه فصل)

۱ بدترین عنوان تاریخ باشگاه

## سوابق و افتخارات
تیم فوتسال علم و ادب طی ۵ دوره حضور در لیگ برتر فوتسال ایران دو بار به عنوان پنجم، دو بار هفتم و یک بار نیز نهم دست یافته‌است. همچنین موفق به کسب عنوان قهرمانی در مسابقات لیگ دسته اول فوتسال ایران شده‌است.

تیم فوتسال علم و ادب مشهد بارها و بارها عناوین اخلاقی متعددی، نظیر کاپ اخلاق در رده‌های گوناگون لیگ ایران و مدیر برتر اخلاقی کشور را تصاحب کرده‌است.
هواداران تیم فوتسال علم و ادب، چندین بار از جانب نهادهای مختلف، به عنوان تماشاگران نمونه و با اخلاق مورد تقدیر قرار گرفتند.

## بازیکنان سرشناس
حمید طیبی
حسین طیبی
مهدی جاوید
محمدرضا حیدریان
محمد هاشم‌زاده
 محسن حسن‌زاده
اسماعیل عباسیان
قدرت بهادری
حمید احمدی
علیرضا صمیمی
مصطفی طیبی
محمدرضا زحمتکش
حمید شاندیزی مقدم